# Peruwiańska Partia Nacjonalistyczna
Peruwiańska Partia Nacjonalistyczna (hiszpański Partido Nacionalista Peruano, PNP) – peruwiańska lewicowo-nacjonalistyczna partia polityczna.
Na czele partii stoi Ollanta Humala zwycięzca wyborów prezydenckich z roku 2011. W 2010 roku partia utworzyła koalicję "Gana Perú" zrzeszającą kilka lewicowych partii politycznych.
Partia według założeń skupia się na czterech filarach - antyimperializmie, republikanizmie, "andyjsko-amazońskim socjalizmie" i panamerykanizmie.